# Định lý Bundle

Möbius plane: Định lý Bundle

Trong hình học, Định lý Bundle là một định lý phát biểu về quan hệ của sáu đường tròn và tám điểm trong mặt phẳng Euclid. Tổng quát hơn nó là một tính chất của mặt Möbius. Nội dung định lý như sau:
Cho tám điểm phân biệt {\displaystyle A_{1},A_{2},A_{3},A_{4},B_{1},B_{2},B_{3},B_{4}} nếu năm của sáu bộ bốn điểm {\displaystyle Q_{ij}:=\{A_{i},B_{i},A_{j},B_{j}\},\ i<j,} nằm trên các đường tròn khi đó một bộ bốn điểm thứ sau cũng nằm trên một đường tròn.